# Oriundo

Tre dei più famosi oriundi italiani, i calciatori José Altafini, Antonio Angelillo e Omar Sívori; di origine argentina e brasiliana, sono qui fotografati nel 1961 con la maglia azzurra dell'.

Un oriundo (dal latino oriundus, derivato dal verbo orior, ovvero "nascere, trarre origine") è una persona nativa e residente in un luogo differente da quello d'origine dei propri genitori o ascendenti in genere.
Fenomeno strettamente legato ai movimenti migratori, è estremamente diffuso nel mondo: per fare un esempio, si stima che gli oriundi italiani siano complessivamente circa 80 milioni.
Il termine divenne noto fin dagli anni trenta del XX secolo quando il calcio professionistico italiano iniziò a importare dal Sudamerica numerosi atleti figli di connazionali espatriati cui spesso fu conferita la cittadinanza al fine di poter giocare in maglia azzurra.

## Definizione
La specialità che il termine sta a indicare risiede nel contrasto fra la provenienza culturale (supponendosi che la famiglia emigrata abbia conservato almeno in parte tradizioni e valori, e spesso lingua, del sito di provenienza) e il contatto con la cultura locale del luogo ove il nucleo familiare si è stabilito. L'oriundo nasce quindi in una famiglia di emigrati nel luogo di destinazione dello spostamento migratorio.
In genere non vi sono legami formali che connettano l'oriundo al luogo di provenienza dei suoi ascendenti: sotto un profilo giuridico, improntato essenzialmente allo ius soli, l'oriundo è generalmente soltanto un cittadino dello stato in cui nasce, senza rapporti con lo stato in cui nacquero gli ascendenti. In tempi recenti, a seguito del sempre più diffuso riavvicinamento fra comunità di emigrati e madrepatria culturale, a fianco allo ius soli si cerca perciò di rivalutare i valori dell'istituto giuridico dello ius sanguinis, che legava i diritti in via di discendenza filiale. Ma se nel diritto romano i termini di diritto erano trasmessi in via esclusivamente patrilineare, e anche nel diritto italiano sino a non molto tempo addietro lo ius sanguinis era riconosciuto solo per via di padre, oggi in Italia e quasi ovunque è decaduta la discriminante sessista e dunque si considera parimenti la via matrilineare, anche in ragione della Convenzione delle Nazioni Unite del 1979 per il contrasto alla discriminazione della donna.
Le principali tematiche relative alla questione degli oriundi, infatti, vertono innanzitutto sulla trasmissibilità dei diritti di cittadinanza per via di sangue (appunto ci si riferisce allo ius sanguinis) come riconoscimento giuridico dello straniero (che tale l'oriundo è) di indiretta origine dello stato dal quale espatriò l'emigrato. Poiché la duplicazione della cittadinanza del singolo individuo è in genere scoraggiata quando non direttamente esclusa (e comunque costituisce in genere aggravi in capo all'interessato, specialmente di natura tributaria), allo stato attuale vi sono istanze e susseguenti normazioni relative ad aspetti di dettaglio e facilitazioni per ora incentrati sulla possibilità di contatto e frequentazione della terra d'origine, ed eventualmente rientro definitivo.
La condizione dell'oriundo è tale che il rapporto con lo stato d'origine, ove possibile, è nella maggior parte dei casi in realtà demandato alla sola sua espressa intenzione di volerne avere, dal momento che è pienamente cittadino nello stato in cui risiede e nulla gli impone di avere relazione con la terra originaria. La normazione in favore degli oriundi è quindi allo stato attuale improntata al mero riconoscimento di opportunità il cui sfruttamento è evidentemente facoltativo.

## Oriundi nello sport
In ambito sportivo la parola designa uno sportivo che rappresenta una selezione nazionale pur essendo nativo di un altro paese. È un termine usato correntemente in tutto il mondo generalmente per i giocatori nordamericani di hockey su ghiaccio e baseball poi naturalizzati italiani o spagnoli.
Il termine ebbe diffusione in Italia con questo significato quando i regolamenti calcistici furono modificati per consentire a "stelle" sudamericane di poter giocare in Italia in squadre di club e nella Nazionale. Probabilmente il caso più noto in Italia fu quello dell'argentino Omar Sívori, insieme con quello dell'uruguaiano Schiaffino.